# Joseph Le Brix

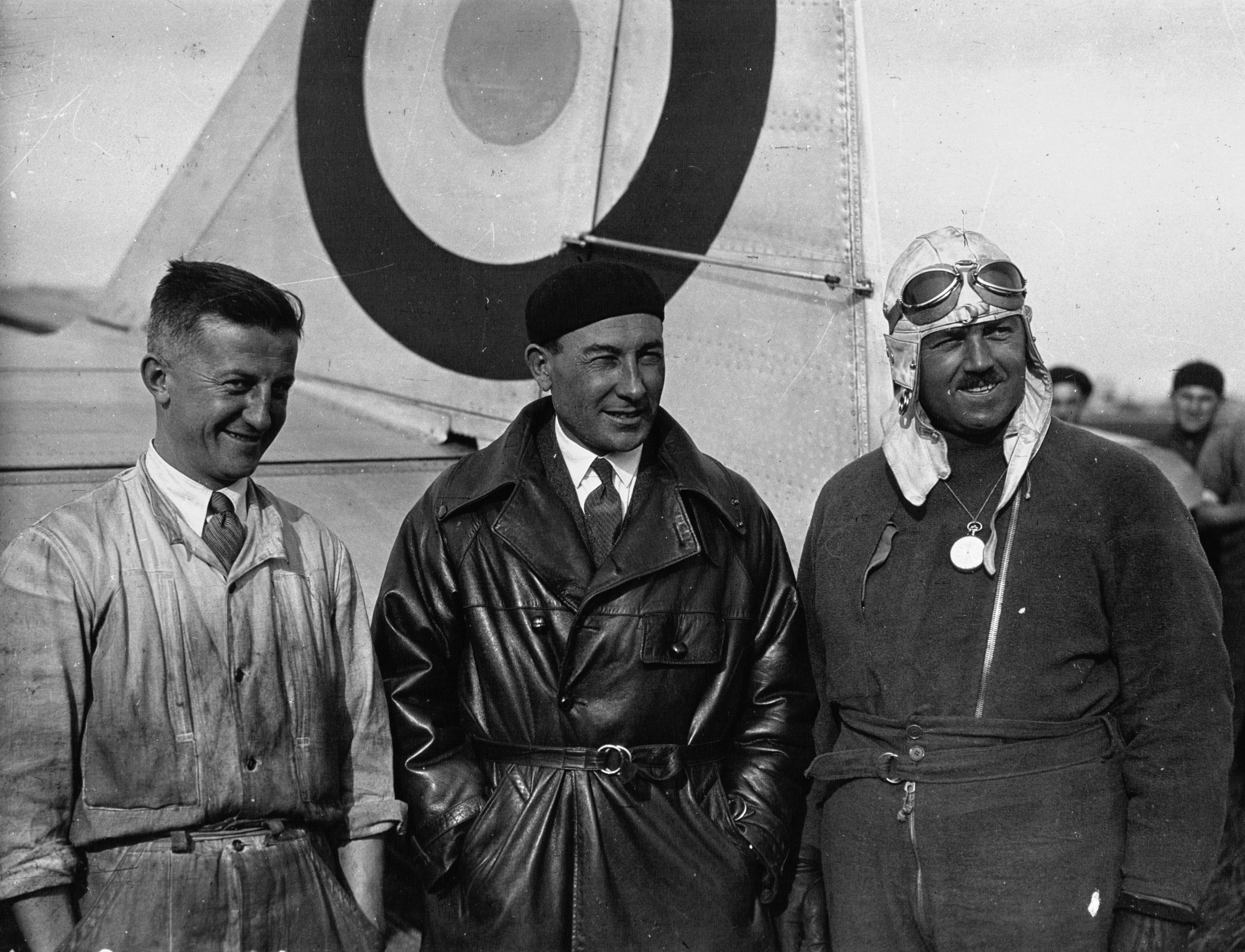
Joseph Le Brix (Mitte) im Jahr 1931

Joseph Marie Le Brix (* 22. Februar 1899 in Baden, Département Morbihan (Frankreich); † 12. September 1931 bei Ufa (Sowjetunion)) war ein französischer Militärpilot und Luftfahrtpionier.

## Frühe Laufbahn
Le Brix trat am 2. April 1918 in die École Navale, die Marineoffiziersschule in Brest, ein. Er absolvierte seine seemännische Grundausbildung auf dem Panzerkreuzer-Schulschiff Jeanne d’Arc und diente nach Abschluss der Marineschule auf dem Panzerkreuzer Jules Michelet. Dann wechselte er zu den Marinefliegern, wurde im September 1924 Beobachter und Navigator, und erwarb im März 1925 die Pilotenlizenz. Ab August 1925 diente er mit der Marineflieger-Staffel 5.B.2 im Rifkrieg in Marokko, in dem die 1923 ausgerufene Rif-Republik der Rifkabylen durch eine massive französische Militärintervention vernichtet wurde. Mit einer Farman F.60 „Goliath“ flog er vor allem Aufklärungsflüge in Südmarokko. Dabei nutzte er maritime Navigationstechniken, die in der Luftfahrt noch nicht weit verbreitet waren.

## Flug um die Welt
Am 10. Oktober 1927 begann Korvettenkapitän (Capitaine de corvette) Le Brix, als Navigator und Kopilot von Dieudonné Costes, einen Flug um die Welt, den die beiden mit ihrer Ankunft in Paris am 14. April 1928 erfolgreich abschlossen. Lediglich der Pazifik wurde dabei von San Francisco nach Tokio per Schiff überquert. Mit ihrem Doppeldecker Breguet 19GR „Nungesser-Coli“ flogen sie zunächst am 10./11. Oktober nach Saint-Louis im Senegal. Am 14./15. Oktober gelang ihnen dann der erste Nonstop-Flug über den Südatlantik, von Saint-Louis nach Natal. In Südamerika besuchten die beiden jedes Land, ehe sie dann über Panama und Mexiko in die USA flogen. Am 6. Februar 1928 erreichten sie Washington. Dort wurden sie am 28. Februar 1928 mit dem Distinguished Flying Cross ausgezeichnet. Nachdem sie durch die USA geflogen waren, reisten sie von San Francisco per Schiff nach Tokio. Ihr Flug ging danach weiter über Japan, Indochina, Indien, Syrien und Griechenland. Am 14. April 1928, nach insgesamt 187 Tagen, 57.410 geflogenen Kilometern, 43 Zwischenstopps und 338 Flugstunden, erreichten sie wieder Le Bourget bei Paris, wo sie begeistert begrüßt wurden.
Ein unerwünschter Nebeneffekt ihrer Reise war die Zerrüttung ihrer Freundschaft. In Washington kam es bei dem Empfang des französischen Botschafters sogar beinahe zu Handgreiflichkeiten zwischen ihnen. Nach ihrer Ankunft in Le Bourget soll Le Brix in scharfen Ton gesagt haben: „Endlich bin ich nicht mehr der Diener von Costes.“
Le Brix wurde Lehrer an der Flugschule der Marineakademie in Brest, wo er zukünftige Piloten der Marineflieger und der Luftwaffe ausbildete.

## Langstreckenflugversuch Frankreich-Saigon
Die Feindschaft zwischen Le Brix und Costes zeigte sich sehr deutlich im Februar 1929, als jeder der beiden den Flug von Paris nach Saigon in Französisch-Indochina als Erster in weniger als fünf Etappen bewältigen wollte. Le Brix und sein Partner Antoine Paillard starteten Ende Februar in Istres bei Marseille und näherten sich bereits Tunis, ehe Costes in Le Bourget davon benachrichtigt wurde. Obwohl der Motor seiner Maschine noch nicht endgültig eingestellt worden war, bestand der wütende Costes auf einem sofortigen Start. Zwar konnte er die Maschine mit einiger Mühe in die Luft bringen, aber der Motor versagte nach kurzer Zeit. Costes überlebte den Absturz in die Bäume eines Waldes bei Paris.  Le Brix, Paillard und ihr Mechaniker Camille Jousse flogen mit ihrer Bernard 197 GR etwa 11.220 km bis nach Burma, mussten dann allerdings in einem Reisfeld notlanden und das Unternehmen abbrechen. Ein zweiter, am 16. Dezember 1929 begonnener Versuch auf der Potez 34, mit Maurice Rossi als Kopilot, schlug ebenfalls fehl; nach 72 Stunden und 10.500 km mussten sie ihre Maschine am 22. Dezember 1929 nachts wegen schweren Wetters über dem Regenwald von Burma aufgeben und sich per Fallschirm retten.

## Motorflugweltrekorde
Vom 7. bis 10. Juni 1931 stellte Le Brix mit dem Dewoitine-Chefpiloten Marcel Doret und dem Mechaniker René Mesmin auf der neu entwickelten Dewoitine D.33 „Trait-d'Union“ einen neuen Distanz-Weltrekord auf einem Rundkurs auf, als sie bei Istres in 70 Stunden 10.372 km non-stop zurücklegten. Dabei stellten sie acht weitere Rundstrecken-Rekorde auf, darunter den für Flugdauer und für Durchschnittsgeschwindigkeit.

## Langstreckenflugversuch Paris-Tokio
Danach versuchten die drei mit der „Trait-d'Union“ den ersten Nonstop-Flug von Paris nach Tokio. Sie starteten am 12. Juli 1931 in Le Bourget und gelangten bis in die Nähe des Baikalsees in Sibirien. Dort fror ihr Motor ein. Le Brix und Mesmin sprangen mit ihren Fallschirmen ab, und Doret setzte die Maschine in einem Wald in die Baumkronen. Die „Trait-d'Union“ war ein Totalverlust, aber die drei Flieger blieben unversehrt.

## Tod
Am 11. September 1931 starteten sie mit der „Trait-d'Union II“, der zweiten Dewoitine 33, zu einem erneuten Versuch. Am Morgen des 12. September, beim Überfliegen des Ural in der Nähe von Ufa, versagte wiederum ihr Motor, und sie mussten die Maschine aufgeben.  Diesmal sprang Doret als Erster.  Man nimmt an, dass Mesmin Schwierigkeiten mit seinem Fallschirm hatte und Le Brix seinen Freund nicht allein lassen wollte. Die beiden kamen beim Absturz und dem anschließenden Brand des Flugzeugs ums Leben.
Le Brix wurde mit einem Staatsbegräbnis in der Kathedrale Notre-Dame de Paris geehrt und dann in seinem Geburtsort Baden (Morbihan) bestattet.

## Ehrungen
- Im Januar 1932 tauften Lucien Bossoutrot und Maurice Rossi ihr Weltrekord-Testflugzeug Blériot 110 auf den Namen „Joseph Le Brix“.
- Der Flughafen Rennes ist nach ihm benannt.
- In seinem Geburtsort Baden besteht ein Museum, das ihm und dem von Porzellan und mechanischem Spielzeug begeisterten Ehepaar Farkas gewidmet ist.[7]
- In Baden ist eine Schule nach ihm benannt.
- An der Fassade des Collège Jules Simon in Vannes, an dem er Schüler war, befindet sich eine Gedenktafel für ihn.